# Llac Vidra
El llac Vidra és un embassament d’emmagatzematge situat al grup de les muntanyes Parâng, al riu Lotru, al comtat de Vâlcea (Romania).
Té una superfície de 12.40 km2 (4.79 sq mi) i un volum de 340×106 m3 (1.2×1010 cu ft). El llac s'associa a la planta hidroelèctrica Lotru-Ciunget, que té una potència màxima de 510 MW, amb una diferència d'altura d’uns 800 m. La presa i la central hidroelèctrica es van construir entre 1965 i 1972. És la segona central hidràulica més gran de Romania, després de les centrals elèctriques de les Portes de Ferro I i II.